# Топонимия Туниса
Топонимия Туниса — совокупность географических названий, включающая наименования природных и культурных объектов на территории Туниса. Структура и состав топонимии обусловлены такими факторами, как многотысячелетняя история, уникальное географическое положение и языковая ситуация в стране.

## Название страны
Топоним «Тунис» происходит от названия крупнейшего города и столицы страны. Город Тунис (араб. تونس‎) — пригород Карфагена — был известен за несколько веков до нашей эры. В отношении происхождения ойконима «Тунис» нет единого мнения. По оценке Е. М. Поспелова, название происходит от имени финикийского божества Танит — царицы Луны. С точки зрения В. А. Никонова, связывать это название с именем богини неправомерно, так как оно имеет дофиникийское происхождение, на что указывали ещё Полибий и Диодор, поэтому этимология названия остаётся неизвестной.
Официальное название страны — Тунисская Республика (араб. الجمهورية التونسية‎, аль-Джумхуриййа ат-Тунисиййа).

## Формирование и состав топонимии
Согласно схеме топонимического районирования Африки В. А. Жучкевича, Тунис относится к региону «страны Атласа и Магриб» — это берберо-арабская Африка, население которой говорит преимущественно на арабском языке с диалектными особенностями; в горных районах сохранились берберские языки. В структуре местной топонимии В. А. Жучкевич выделяет три исторических слоя:
1. древнейший (доарабский);
2. арабский;
3. европейский (преимущественно французского происхождения).

При этом историческая структура топономикона Туниса не вполне совпадает с лингвистической. Так, древнейший слой включает в себя как ливийско-берберскую, так и греческую и латинскую компоненты. Второй слой, наиболее мощный, включает арабскую и берберскую компоненты, а третий -слой — французский, изредка испанский.
А.Пеллегрен в своём труде «Очерки географических названий Алжира и Туниса» выделяет доберберские, ливийско-берберские, финикийские, греческие, латинские, арабские. итальянские, французские и испанские названия.
После провозглашения независимости Туниса в 1956 году в стране начался постепенный отказ от французских названий и замена их на коренные, берберо-арабского происхождения. Так, в 1961 году правительство страны переименовало мыс Бон в Рас-эль-Тиб, Кап-Блан — в Рас-эль-Абьяд, Ферривиль — в Мензель-Бургиба, Ла-Гуллет — в Хальк-эль-Уэд, Порто-Фарина — в Гар-эль-Мельх, Понду-Фахс — в Эль-Фахс, Энфидавиль — в Энфида и т. д.

## Топонимическая политика
Вопросами топонимической политики в Тунисе занимается созданная в 2013 году Национальная комиссия по топонимике.